# 허정갱
허정갱(중국어 정체자: 許廷鏗, 광둥어: heoi2 ting4 hang1 허정갱, 영어: Alfred Hui 알프레드 후이[*], 1988년 4월 29일 ~ )는 홍콩의 남성 영화배우, 텔레비전 연기자, 가수, 치과의이다.

## 어린 시절
허정갱은 1988년 4월 29일 홍콩에서 태어났다. 그의 아버지는 Hui Yee Yung이고 두 명의 누나와 한 명의 형이 있다. 그의 아버지는 홍콩 신장 재단의 부회장이었다. 어렸을 때 후 이는 의사가되기를 열망했다. Hui는 삼촌의 치과 진료소에서 2 주 동안 직업을 잃은 후 치과에 가기로 결정했다. 허정갱는 홍콩에 있는 독일 스위스 국제 학교를 졸업했다. 그는 홍콩 대학에 다녔고 2007년 축구에서 HKU 스포츠 학자로 지명되었으며 2012년 치과 외과 학사를 취득했다.

## 뮤직 비디오

### 2010
- "나의 떠나는 것도 사랑"
- "Supervoice"

### 2011
- "출애굽"
- "도망자"
- "개미"
- "잔인한"
- "자신감"
- "비행 소리"
- "혐오"

### 2012
- "마스크"
- "포기 됨"
- "잊어 버려"
- "오해"
- "다시 성장"
- "년"
- "달팽이 집"

### 2013
- "청춘에게의 송가"
- "사랑은 투명하다"
- "부정적인 변명"
- "청춘에게의 송가"
- "시각"
- "오른쪽으로"

### 2014
- "호송"
- "축복"
- "내일도 다시 싸워라"
- "족쇄"
- "당신은 나대로"

### 2015
- "대화"
- "진실"
- "의에 대한 자비"
- "하룻밤 명성"
- "미궁"
- "후회없는 시간"
- "크루즈"
- "나를 잊지 마세요"

### 2016
- "웬 티안"
- "나의 자원 봉사자"
- "너는 나야"
- "클리프 플라워"
- "깨우기"

### 2017
- "뿌리"
- "블루 블러드 맨"
- "울 수 있도록"
- "Magic Journey"(라이브 녹음 / 그룹 친구 버전)

### 2018
- "좋은 느낌"
- "공포 애호가"
- "체조"
- "노래를 들으려면 30 분 동안 중지"

### 2019
- "가짜"
- "홀수"
- "우리와 사랑 사이의 거리"
- "당신은 나를 좋아하지 않을 수 있습니다"
- "황량한 오아시스"
- "당신의 마음을 자신과 비교하십시오"